# وست اند واچ

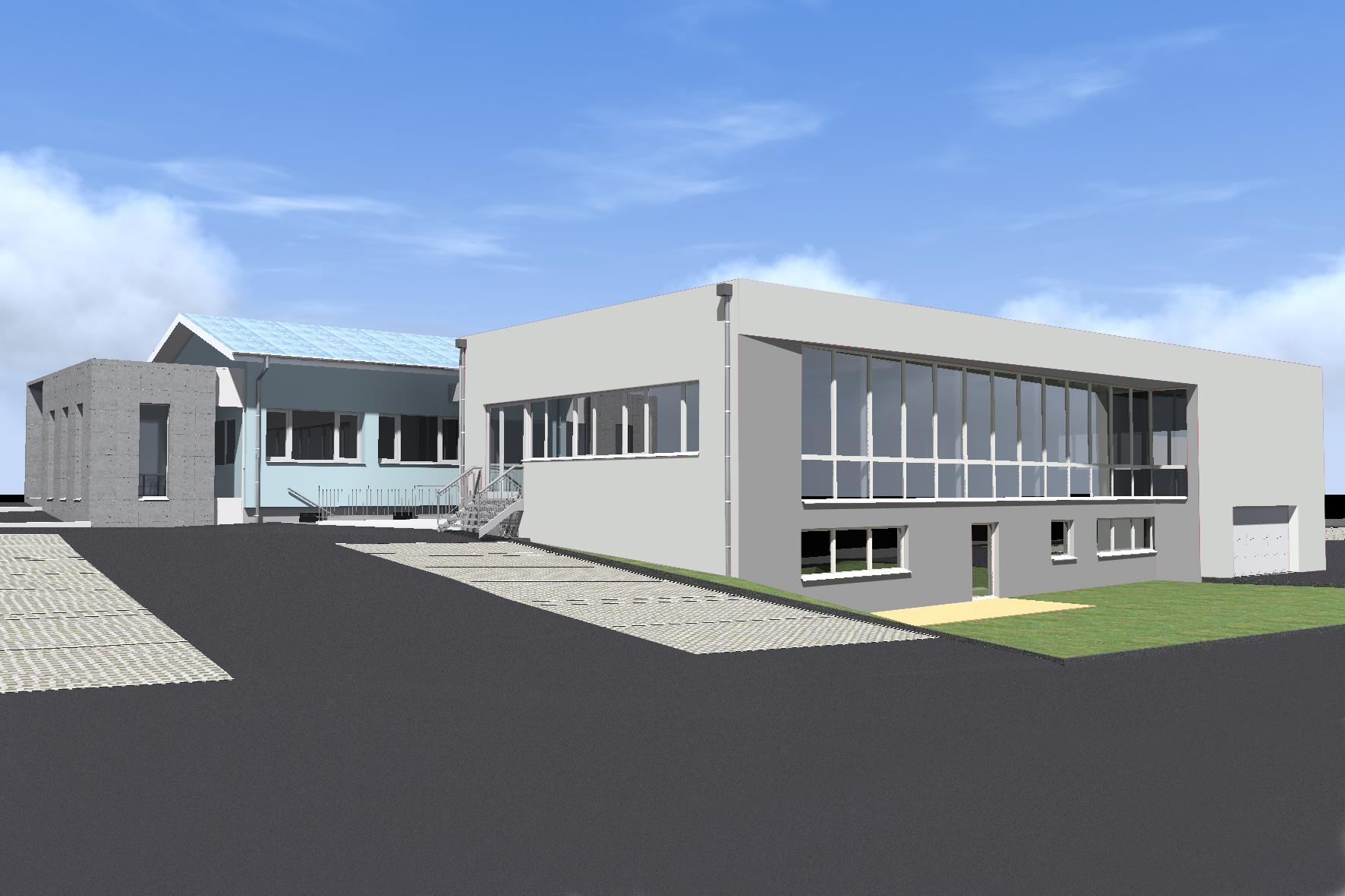
دفتر مرکزی شرکت وست اند واچ

وِست اِند واچ (انگلیسی: West End Watch Co.) شرکت تولیدکنندهٔ انواع ساعت‌های مچی واقع در Leytron (سوئیس) است. این کمپانی در سال ۱۸۸۶ میلادی تأسیس شد و بیش از ۱۲۰ سال است که در این زمینه، به کسب و کار مشغول می‌باشد.
این شرکت از سال ۱۸۸۶ میلادی مبادرت به تولید و پخش بیش از ۱۵ میلیون ساعت مچی، در سرتاسر جهان کرده است.
برخی محصولات این شرکت در ایران به «وِستِن واچ» معروف بوده است.
وِست اِند (به انگلیسی: West End) نام بخشی از مرکز شهر لندن است.